# Битва у Пелыма (1483)
Битва войск русских воевод Ф.С Курбского и И. И. Салтыка Травина с Пелымскими князьями Асыкой и Юмшаном у городка Пелым

## Предыстория
В 1481 году князь Асыка совершил нападение на Пермь Великую. Он разорил много городков а также сжег Покчу и убил Михаила Ермолича

## Ход битвы
Русское войско уверенно двигалось к расположению воинов Асыки. Вогулы, увидев суда землепроходцев, попытались подплыть к ним на быстрых и легких берестяных лодках и начали обстреливать неприятеля из луков. В ответ прогремели выстрелы из пищалей. Лучники вынуждены были уступить. Причалив к берегу, русские выставили копья и рогатины и дали ещё залп из пищалей. Завязалась битва. Многие вогулы, не выдержав натиска, бежали с поля боя. В результате скоротечного боя погибли семь воинов Курбского и множество вогулов. Князь Асыка бежал а Юмшан стал вассалом Русских.